# Renedo de Esgueva
Renedo de Esgueva település Spanyolországban, Valladolid tartományban. Renedo de Esgueva Valladolid, Castronuevo de Esgueva, Villabáñez, Tudela de Duero és Cistérniga községekkel határos. Lakosainak száma 3972 fő (2024).

## Népesség
A település népessége az utóbbi években az alábbiak szerint változott:
| Lakosok száma | 1146 | 1264 | 2244 | 2808 | 3259 | 3507 | 3724 | 3788 | 3908 | 3972 |
|               | 2001 | 2004 | 2007 | 2009 | 2012 | 2014 | 2017 | 2019 | 2022 | 2024 |